# Goniocotes pusillus
Goniocotes pusillus är en insektsart som först beskrevs av Nitzsch (in Giebel, och fick sitt nu gällande namn av  1866. Goniocotes pusillus ingår i släktet trollöss, och familjen fjäderlöss. Inga underarter finns listade i Catalogue of Life.